# Hexorthodes dubiosa
Hexorthodes dubiosa là một loài bướm đêm trong họ Noctuidae.